# Histoire philatélique et postale du duché de Parme
Niveau d'avancement.
Table département en cours de constitution.

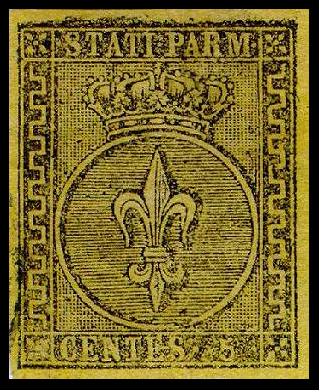

Ceci est une introduction à l'histoire postale et philatélique du duché de Parme.

## Le département du Taro
Le duché de Parme a été sous administration française du 24 mai 1808 au 21 mai 1814. Il est alors devenu le département du Taro. Son numéro de département était le 111.
| Ville              | Marque port du       | Marque port payé | Marque déboursé | Date | remarques |
| ------------------ | -------------------- | ---------------- | --------------- | ---- | --------- |
| Parme              | PARME                |                  |                 | 1808 |           |
|                    | PARMA                |                  |                 | 1808 |           |
|                    | 111 PARME            |                  |                 | 1811 |           |
| Fidenza            | 111 BORGO-SAN-DOMINO |                  |                 | 1811 |           |
| Fiorenzuola d'Arda | 111 FIORENZOLA       |                  |                 | 1811 |           |
| Plaisance          | 111 PLAISANCE        |                  |                 |      |           |
|                    |                      |                  | DEB PLACENZA    |      |           |

## La réforme postale

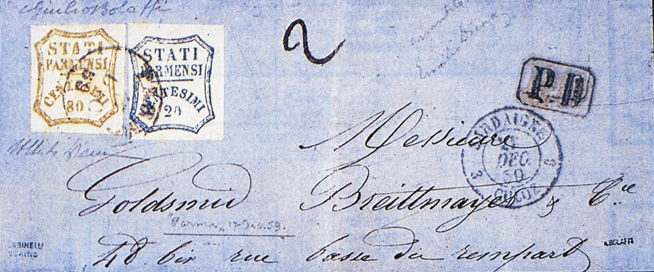
Lettre de Parme, datée de 1859 et affranchie à destination du royaume de Sardaigne

Le duché de Parme émit sa première série de timbres en 1852. Il s'agissait d'un motif constitué d'une fleur de Lys dans un cercle et surmonté de la couronne du duché.